# Listă de comune din Unitățile Administrativ-Teritoriale din Stînga Nistrului
Această listă conține comunele din Stînga Nistrului, Republica Moldova, cu satele din componența lor. Celulele gri indică localitățile consemnate ca „sat (comună)” în Legea privind organizarea administrativ-teritorială a Republicii Moldova.
| Comuna              | Satul de reședință  | Sate componente             |
| ------------------- | ------------------- | --------------------------- |
| Andreevca           | Andreevca           | Andreevca                   |
| Andreevca           | Andreevca           | Pîcalova                    |
| Andreevca           | Andreevca           | Șmalena                     |
| —                   | —                   | Beloci                      |
| Bîcioc              | Bîcioc              | Bîcioc                      |
| Bîcioc              | Bîcioc              | Novovladimirovca            |
| —                   | —                   | Blijnii Hutor               |
| —                   | —                   | Broșteni                    |
| Butor               | Butor               | Butor                       |
| Butor               | Butor               | India                       |
| —                   | —                   | Butuceni                    |
| —                   | —                   | Caragaș                     |
| Carmanova           | Carmanova           | Carmanova                   |
| Carmanova           | Carmanova           | Cotovca                     |
| Carmanova           | Carmanova           | Fedoseevca                  |
| Carmanova           | Carmanova           | Mocearovca                  |
| Caterinovca         | Caterinovca         | Caterinovca                 |
| Caterinovca         | Caterinovca         | Sadchi                      |
| Cobasna             | Cobasna             | Cobasna                     |
| Cobasna             | Cobasna             | Cobasna (stație c.f.)       |
| Cobasna             | Cobasna             | Suhaia Rîbnița              |
| Colosova            | Colosova            | Colosova                    |
| Colosova            | Colosova            | Crasnaia Besarabia          |
| Colosova            | Colosova            | Pobeda                      |
| Comisarovca Nouă    | Comisarovca Nouă    | Bosca                       |
| Comisarovca Nouă    | Comisarovca Nouă    | Comisarovca Nouă            |
| Comisarovca Nouă    | Comisarovca Nouă    | Coșnița Nouă                |
| Comisarovca Nouă    | Comisarovca Nouă    | Pohrebea Nouă               |
| —                   | —                   | Corotna                     |
| Crasnencoe          | Crasnencoe          | Crasnencoe                  |
| Crasnencoe          | Crasnencoe          | Dimitrova                   |
| Crasnencoe          | Crasnencoe          | Ivanovca                    |
| Crasnîi Octeabri    | Crasnîi Octeabri    | Alexandrovca                |
| Crasnîi Octeabri    | Crasnîi Octeabri    | Crasnîi Octeabri            |
| Crasnîi Vinogradari | Crasnîi Vinogradari | Afanasievca                 |
| Crasnîi Vinogradari | Crasnîi Vinogradari | Alexandrovca Nouă           |
| Crasnîi Vinogradari | Crasnîi Vinogradari | Calinovca                   |
| Crasnîi Vinogradari | Crasnîi Vinogradari | Crasnîi Vinogradari         |
| Crasnîi Vinogradari | Crasnîi Vinogradari | Lunga Nouă                  |
| —                   | —                   | Crasnogorca                 |
| Cuzmin              | Cuzmin              | Cuzmin                      |
| Cuzmin              | Cuzmin              | Voitovca                    |
| Delacău             | Delacău             | Crasnaia Gorca              |
| Delacău             | Delacău             | Delacău                     |
| Doibani I           | Doibani I           | Coicova                     |
| Doibani I           | Doibani I           | Doibani I                   |
| Doibani I           | Doibani I           | Doibani II                  |
| Dubău               | Dubău               | Dubău                       |
| Dubău               | Dubău               | Goianul Nou                 |
| —                   | —                   | Dzerjinscoe                 |
| Frunză              | Frunză              | Andriașevca Nouă            |
| Frunză              | Frunză              | Andriașevca Veche           |
| Frunză              | Frunză              | Frunză                      |
| Frunză              | Frunză              | Novocotovsc                 |
| Frunză              | Frunză              | Novosavițcaia (stație c.f.) |
| Frunză              | Frunză              | Prioziornoe                 |
| Frunză              | Frunză              | Uiutnoe                     |
| —                   | —                   | Ghidirim                    |
| Goian               | Goian               | Goian                       |
| Goian               | Goian               | Iagorlîc                    |
| —                   | —                   | Haraba                      |
| —                   | —                   | Harmațca                    |
| Hîrjău              | Hîrjău              | Hîrjău                      |
| Hîrjău              | Hîrjău              | Mihailovca Nouă             |
| Hîrjău              | Hîrjău              | Sărăței                     |
| Hîrtop              | Hîrtop              | Bruslachi                   |
| Hîrtop              | Hîrtop              | Hîrtop                      |
| Hîrtop              | Hîrtop              | Marian                      |
| Hîrtop              | Hîrtop              | Mocreachi                   |
| —                   | —                   | Hlinaia (r. Grigoriopol)    |
| —                   | —                   | Hlinaia (r. Slobozia)       |
| —                   | —                   | Hristovaia                  |
| Hrușca              | Hrușca              | Frunzăuca                   |
| Hrușca              | Hrușca              | Hrușca                      |
| —                   | —                   | Jura                        |
| Lenin               | Lenin               | Lenin                       |
| Lenin               | Lenin               | Pervomaisc                  |
| Lenin               | Lenin               | Pobeda                      |
| Lenin               | Lenin               | Stanislavca                 |
| —                   | —                   | Lunga                       |
| Mălăiești           | Mălăiești           | Cernița                     |
| Mălăiești           | Mălăiești           | Mălăiești                   |
| —                   | —                   | Mihailovca                  |
| Mocra               | Mocra               | Basarabca                   |
| Mocra               | Mocra               | Mocra                       |
| Mocra               | Mocra               | Șevcenco                    |
| Mocra               | Mocra               | Zaporojeț                   |
| —                   | —                   | Molochișul Mare             |
| —                   | —                   | Nezavertailovca             |
| —                   | —                   | Ocnița                      |
| Ofatinți            | Ofatinți            | Novaia Jizni                |
| Ofatinți            | Ofatinți            | Ofatinți                    |
| —                   | —                   | Parcani                     |
| —                   | —                   | Pervomaisc                  |
| —                   | —                   | Plopi                       |
| Podoima             | Podoima             | Podoima                     |
| Podoima             | Podoima             | Podoimița                   |
| Popencu             | Popencu             | Chirov                      |
| Popencu             | Popencu             | Popencu                     |
| Popencu             | Popencu             | Vladimirovca                |
| Popencu             | Popencu             | Zăzuleni                    |
| Rașcov              | Rașcov              | Iantarnoe                   |
| Rașcov              | Rașcov              | Rașcov                      |
| Rotari              | Rotari              | Bodeni                      |
| Rotari              | Rotari              | Rotari                      |
| Rotari              | Rotari              | Socolovca                   |
| —                   | —                   | Severinovca                 |
| —                   | —                   | Slobozia-Rașcov             |
| Sovietscoe          | Sovietscoe          | Sovietscoe                  |
| Sovietscoe          | Sovietscoe          | Vasilievca                  |
| —                   | —                   | Speia                       |
| —                   | —                   | Stroiești                   |
| —                   | —                   | Sucleia                     |
| Șipca               | Șipca               | Șipca                       |
| Șipca               | Șipca               | Vesioloe                    |
| Teiu                | Teiu                | Teiu                        |
| Teiu                | Teiu                | Tocmagiu                    |
| —                   | —                   | Tîrnauca                    |
| —                   | —                   | Țîbuleuca                   |
| Ulmu                | Ulmu                | Lîsaia Gora                 |
| Ulmu                | Ulmu                | Ulmu                        |
| Ulmu                | Ulmu                | Ulmul Mic                   |
| Vadul Turcului      | Vadul Turcului      | Molochișul Mic              |
| Vadul Turcului      | Vadul Turcului      | Vadul Turcului              |
| Valea Adîncă        | Valea Adîncă        | Constantinovca              |
| Valea Adîncă        | Valea Adîncă        | Valea Adîncă                |
| Vărăncău            | Vărăncău            | Buschi                      |
| Vărăncău            | Vărăncău            | Gherșunovca                 |
| Vărăncău            | Vărăncău            | Vărăncău                    |
| —                   | —                   | Vinogradnoe                 |
| Vladimirovca        | Vladimirovca        | Constantinovca              |
| Vladimirovca        | Vladimirovca        | Nicolscoe                   |
| Vladimirovca        | Vladimirovca        | Vladimirovca                |